# 811 Tenth Avenue
811 Tenth Avenue (también llamado AT&T Switching Center) es un rascacielos de 112 m en el vecindario Hell's Kitchen del distrito de Manhattan en la ciudad de Nueva York. Fue diseñado por Kahn & Jacobs y terminado en 1964, ocupando la cuadra completa del lado oeste de la Décima Avenida entre las calles 53 W y 54 W. Sin ventanas y diseñado para resistir una explosión nuclear, fue construido por AT&T para albergar equipos de conmutación telefónica. "Fue el primero de varios edificios sin ventanas construidos" por la compañía de telecomunicaciones en Manhattan, "y causó una controversia considerable", escribió el The New York Times en 1975.
Después de 1985, fue utilizado por la Agencia de Seguridad Nacional para espiar a los ciudadanos estadounidenses bajo su programa de vigilancia Fairview.
En 2000, AT&T actualizó la instalación de un "centro de datos Telco fortalecido" a un "Centro de datos de Internet de AT&T", según una hoja informativa de AT&T sobre la instalación.
A partir de 2014, contiene cuatro generadores de 2000 kilovatios, junto con tres tanques de almacenamiento de 20 000 galones para fuel oil, para proporcionar energía durante las interrupciones de la red.